# Ковтуновка (Ичнянский район)
Ковтуновка (укр. Ковтунівка) — село в Иваницком сельском совете Ичнянского района Черниговской области Украины.
Код КОАТУУ — 7421785204. Население по переписи 2001 года составляло 87 человек .

## Географическое положение
Село Ковтуновка находится на левом берегу реки Смош, выше по течению на расстоянии в 4 км расположено село Ступаковка, ниже по течению на расстоянии в 0,5 км расположено село Иваница.
Расстояние до районного центра:Прилуки : (147 км.), до областного центра:Чернигов ( 120 км. ), до столицы:Киев ( 155 км. ). Ближайшие населенные пункты: Иваница и Зинченково 2 км, Качановка и Власовка 3 км.

## История
- 1600 год — дата основания.